# Драгалић
Драгалић је место и средиште истоимене општине у Западној Славонији, у Бродско-посавској жупанији, Република Хрватска.

## Географија
Драгалић се налази око 9 км западно од Нове Градишке.

## Историја
До територијалне реорганизације у Хрватској насеље се налазило у саставу бивше општине Нова Градишка. Драгалић се од распада Југославије до маја 1995. године налазио у Републици Српској Крајини.

## Становништво
Према попису становништва из 2011. године, насеље Драгалић је имало 559 становника, а као општина 1.361.
| Демографија | Демографија | Демографија |
| Година      | Становника  | Становника  |
| ----------- | ----------- | ----------- |
| 1961.       | 776         |             |
| 1971.       | 730         |             |
| 1981.       | 633         |             |
| 1991.       | 655         |             |
| 2001.       | 581         |             |
| 2011.       |             | 559         |

## Попис 1991.
На попису становништва 1991. године, насељено место Драгалић је имало 655 становника, следећег националног састава:
| Попис 1991.‍  | Попис 1991.‍  | Попис 1991.‍ | Попис 1991.‍ | Попис 1991.‍ |
| ------------ | ------------ | ----------- | ----------- | ----------- |
|              |              |             |             |             |
| Хрвати       | Хрвати       |             | 539         | 82,29%      |
| Срби         | Срби         |             | 73          | 11,14%      |
| Муслимани    | Муслимани    |             | 1           | 0,15%       |
| Русини       | Русини       |             | 1           | 0,15%       |
| Украјинци    | Украјинци    |             | 1           | 0,15%       |
| неопредељени | неопредељени |             | 7           | 1,06%       |
| регион. опр. | регион. опр. |             | 1           | 0,15%       |
| непознато    | непознато    |             | 32          | 4,88%       |
| укупно: 655  |              |             |             |             |